# 西彼杵郡
西彼杵郡（にしそのぎぐん）は、長崎県の郡。

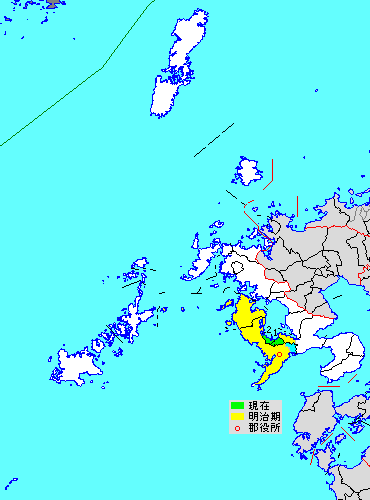
長崎県西彼杵郡の位置（1.長与町 2.時津町 水色：後に他郡から編入した区域）

長崎県内では所在・管轄する地域を示す郡名の略称として西彼（せいひ）とも呼ばれる。
人口67,608人、面積49.67km²、人口密度1,361人/km²。（2025年3月1日、推計人口）
以下の2町を含む。
- 長与町（ながよちょう）
- 時津町（とぎつちょう）

## 郡域
1878年（明治11年）に行政区画として発足した当時の郡域は、上記2町のほか、下記の区域にあたる。
- 長崎市の大部分（牧島町、戸石町、上戸石町、船石町、中里町、古賀町、鶴の尾町、松原町以東およびかき道の一部を除く）
- 諫早市の一部（多良見町各町）
- 西海市の全域

## 概要
北部の西彼杵半島は、山がちで自然豊かである。西彼町と佐世保市針尾島の間に架かる西海橋が開通するまでは所謂「陸の孤島」の状態で、船舶以外で佐世保市に行く場合、大村湾を一周しなくてはならなかった。半島の西側に浮かぶ大島、池島などはかつて炭坑で栄え人口も多かったが、鉱業の衰退とともに過疎化が進行。
中部の長与町は長崎市のベッドタウンとして発展しており人口も多く、時津町も中小企業の町として著しく発展を続けており、高齢化が進む他自治体と比較すると、町民の平均年齢は遥かに低い。
東部の旧多良見町の区域は、他の西彼杵郡各町とは異なる風土であった。これは隣接する諫早市を生活圏としていたことが原因といえる｡

## 歴史

### 郡発足までの沿革
- 「旧高旧領取調帳」に記載されている明治初年時点での、彼杵郡のうち後の本郡域の支配は以下の通り。（44村）

| 知行         | 知行             | 村数 | 村名 |
| ------------ | ---------------- | ---- | --- |
| 幕府領       | 長崎奉行         | 4村  | 長崎村、戸町村、高浜村、野母村 |
| 藩領         | 肥前大村藩       | 24村 | 伊木力村、長与村、時津村、福田村、式見村、三重村、神浦村、雪浦村、松島村、瀬戸村、多以良村、七釜村、崎戸村、平島村、面高村、黒瀬村、横瀬村、川内村、大串村、下岳村、亀浦村、長浦村、村松村、江島村 |
| 藩領         | 肥前佐賀藩       | 15村 | 矢上村、喜々津村、大草村、深堀村、高島、伊王島、沖ノ島、香焼村、蚊焼村、大籠村、土井首村、竿浦村、平山村、小ヶ倉村、黒崎村                                                                         |
| 幕府領・藩領 | 長崎奉行・大村藩 | 1村  | 浦上村 |

- 慶応4年
  - 2月2日（1868年2月24日） - 幕府領が長崎裁判所の管轄となる。
  - 5月4日（1868年6月23日） - 長崎裁判所の管轄地域が長崎府の管轄となる。
- 明治2年6月20日（1869年7月28日） - 長崎府の管轄地域が長崎県の管轄となる。
- 明治4年
  - 7月14日（1871年8月29日） - 廃藩置県により、藩領が大村県、佐賀県の管轄となる。
  - 11月14日（1871年12月25日） - 第1次府県統合により、全域が長崎県の管轄となる。
- 明治5年（1872年）（36村）
  - 浦上村の一部（浦上家野村・浦上木場村・滑石村・浦上北村・浦上西村）が分立して西浦上村となる。
  - 深堀村・高島・伊王島・沖ノ島・香焼村・蚊焼村・大籠村・土井首村・竿浦村・平山村が高来郡脇御崎村・為石村・布巻村と合併して本村となる。

### 郡発足以降の沿革
- 明治11年（1878年）
  - 10月28日 - 郡区町村編制法の長崎県での施行により、下記の変更が行われる。（41村）
    - 長崎村の一部の区域（長崎町）をもって長崎区が発足し、郡より離脱。長崎村の残部が分割して上長崎村・下長崎村となる[注 4]。
    - 彼杵郡のうち上長崎村ほか36村および高来郡日見村・茂木村・川原村・樺島村の区域に行政区画としての西彼杵郡が発足。郡役所が下長崎村に設置。

  - 江島村が平島村に合併。（40村）
- 明治13年（1880年） - 本村が分割して深堀村・高島・伊王島・沖ノ島・香焼村・蚊焼村・大籠村・土井首村・竿浦村・平山村・脇御崎村・為石村・布巻村・神ノ島村となる。（53村）
- 明治15年（1882年） - 浦上村が分割し、一部（浦上村山里）が浦上山里村、残部（浦上村淵）が浦上淵村となる。（54村）
- 明治16年（1883年） - 平島村の一部が分立して江島村となる。（55村）

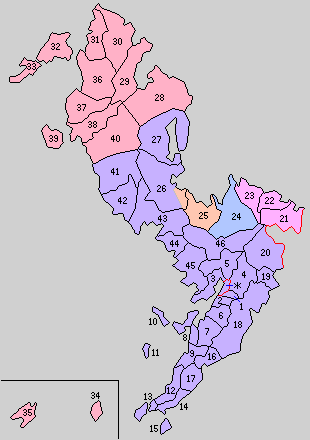
1.下長崎村 2.戸町村 3.淵村 4.上長崎村 5.浦上山里村 6.小ヶ倉村 7.土井首村 8.深堀村 9.蚊焼村 10.伊王島村 11.高島村 12.高浜村 13.野母村 14.脇岬村 15.樺島村 16.為石村 17.川原村 18.茂木村 19.日見村 20.矢上村 21.喜々津村 22.大草村 23.伊木力村 24.長与村 25.時津村 26.村松村 27.長浦村 28.亀岳村 29.大串村 30.瀬川村 31.面高村 32.黒瀬村 33.崎戸村 34.江島村 35.平島村 36.七釜村 37.多以良村 38.瀬戸村 39.松島村 40.雪浦村 41.神浦村 42.黒崎村 43.三重村 44.式見村 45.福田村 46.西浦上村（紫：長崎市 桃：諫早市 赤：西海市 橙：時津町 青：合併なし）

- 明治22年（1889年）4月1日 - 町村制の施行により、以下の各村が発足。［ ］は合併・分割もしくは改称した村。（46村）
  - 下長崎村［下長崎村の大部分[注 5]］、戸町村、淵村［浦上淵村・神ノ島村］、上長崎村［上長崎村の大部分[注 5]］、浦上山里村、小ヶ倉村、土井首村［土井首村・平山村・竿浦村］、深堀村［深堀村・大籠村・香焼村］、蚊焼村［蚊焼村・布巻村］、伊王島村［伊王島・沖ノ島］、高島村［高島］、高浜村、野母村、脇岬村［脇御崎村］、樺島村、為石村、川原村、茂木村、日見村、矢上村（現・長崎市）
  - 喜々津村、大草村、伊木力村（現・諫早市）
  - 長与村（現・長与町）
  - 時津村（現・時津町）
  - 村松村（現・時津町、長崎市）
  - 長浦村（現・長崎市）
  - 亀岳村［亀浦村・下岳村］、大串村、瀬川村［川内村・横瀬村］、面高村、黒瀬村、崎戸村、江島村、平島村、七釜村、多以良村、瀬戸村、松島村、雪浦村（現・西海市）
  - 神浦村、黒崎村、三重村、式見村、福田村、西浦上村（現・長崎市）
- 明治30年（1897年）4月1日 - 郡制を施行。
- 明治31年（1898年）
  - 7月1日 - 深堀村の一部（大字香焼）が分立して香焼村が発足。（47村）
  - 10月1日（45村）
    - 下長崎村および戸町村の一部（大浦郷・浪ノ平郷・下郷）・淵村の一部（大字浦上淵のうち竹ノ久保郷・稲佐郷・船津郷・平戸小屋郷・水ノ浦郷・瀬ノ脇郷・飽ノ浦郷・岩瀬道郷・立神郷・西泊郷の全域および木鉢郷の一部）・浦上山里村の一部（馬込郷の一部）・上長崎村の一部（伊良林郷・中川郷・馬場郷・船津郷・岩原郷の各一部）が長崎市に編入。
    - 淵村の一部（大字浦上淵のうち小瀬戸郷の全域・木鉢郷の残部および大字神ノ島）が分立して小榊村が発足。
    - 淵村の残部（大字浦上淵のうち寺野郷）が浦上山里村に編入。
    - 戸町村の残部（上郷・蓑尾郷）が小ヶ倉村に編入。
- 大正8年（1919年）10月1日 - 茂木村が町制施行して茂木町となる。（1町44村）
- 大正9年（1920年）10月1日 - 上長崎村・浦上山里村が長崎市に編入。（1町42村）
- 大正12年（1923年）4月1日 - 郡会が廃止。郡役所は存続。
- 大正15年（1926年）7月1日 - 郡役所が廃止。以降は地域区分名称となる。
- 昭和3年（1928年）6月1日 - 瀬戸村が町制施行して瀬戸町となる。（2町41村）
- 昭和6年（1931年）10月1日 - 崎戸村が町制施行して崎戸町となる。（3町40村）
- 昭和13年（1938年）4月1日 - 小榊村・土井首村・小ヶ倉村・西浦上村が長崎市に編入。（3町36村）
- 昭和23年（1948年）10月1日 - 高島村が町制施行して高島町となる。（4町35村）
- 昭和24年（1949年）
  - 4月1日 - 黒瀬村が町制施行して黒瀬町となる。（5町34村）
  - 7月1日 - 黒瀬町が改称して大島町となる。
- 昭和26年（1951年）12月1日 - 時津村が町制施行して時津町となる。（6町33村）
- 昭和30年（1955年）
  - 1月1日 - 深堀村・福田村が長崎市に編入。（6町31村）
  - 2月1日 - 日見村が長崎市に編入。（6町30村）
  - 2月11日（8町20村）
    - 伊木力村・大草村・喜々津村が合併して多良見村が発足。
    - 矢上村が北高来郡古賀村・戸石村と合併して東長崎町が発足。
    - 多以良村・瀬戸町・雪浦村・松島村が合併して大瀬戸町が発足。
    - 神浦村・黒崎村が合併して外海村が発足。
    - 為石村・川原村・蚊焼村が合併して三和町が発足。

  - 4月1日（9町15村）
    - 面高村・七釜村が合併して西海村が発足。
    - 高島町・高浜村の一部（端島名）が合併し、改めて高島町が発足。
    - 野母村・脇岬村・樺島村・高浜村の残部（黒浜名・以下宿名・本村名・南越名）が合併して野母崎町が発足。
- 昭和31年（1956年）9月1日 - 江島村・平島村が崎戸町に編入。（9町13村）
- 昭和32年（1957年）3月31日 - 西海村・瀬川村が合併し、改めて西海村が発足。（9町12村）
- 昭和34年（1959年）1月15日（9町11村）
  - 長浦村および村松村の一部（西海郷・村松郷・戸根郷）が合併して琴海村が発足。
  - 村松村の残部（子々川郷）が時津町に編入。
- 昭和35年（1960年）5月3日 - 外海村が町制施行して外海町となる。（10町10村）
- 昭和36年（1961年）
  - 6月29日 - 亀岳村・大串村が合併して西彼村が発足。（10町9村）
  - 11月3日 - 香焼村が町制施行して香焼町となる。（11町8村）
- 昭和37年（1962年）
  - 1月1日 - 茂木町・式見村が長崎市に編入。（10町7村）
  - 5月20日 - 伊王島村が町制施行して伊王島町となる。（11町6村）
- 昭和38年（1963年）4月20日 - 東長崎町が長崎市に編入。（10町6村）
- 昭和40年（1965年）11月23日 - 多良見村が町制施行して多良見町となる。（11町5村）
- 昭和44年（1969年）1月1日（15町1村）
  - 西彼村が町制施行して西彼町となる。
  - 西海村が町制施行して西海町となる。
  - 琴海村が町制施行して琴海町となる。
  - 長与村が町制施行して長与町となる。
- 昭和48年（1973年）3月31日 - 三重村が長崎市に編入。（15町）
- 平成17年（2005年）
  - 1月4日 - 香焼町・伊王島町・高島町・野母崎町・三和町・外海町が長崎市に編入。（9町）
  - 3月1日 - 多良見町が諫早市・北高来郡森山町・飯盛町・高来町・小長井町と合併し、改めて諫早市が発足、郡より離脱。（8町）
  - 4月1日 - 西彼町・西海町・大島町・崎戸町・大瀬戸町が合併して西海市が発足し、郡より離脱。（3町）
- 平成18年（2006年）1月4日 - 琴海町が長崎市に編入。（2町）

### 変遷表
| 明治22年以前           | 明治22年4月1日  | 明治22年 - 大正15年          | 昭和1年 - 昭和19年          | 昭和20年 - 昭和34年          | 昭和20年 - 昭和34年          | 昭和35年 - 昭和64年            | 昭和35年 - 昭和64年            | 平成1年 - 現在              | 現在   |
| ---------------------- | --------------- | ---------------------------- | --------------------------- | ---------------------------- | ---------------------------- | ------------------------------ | ------------------------------ | --------------------------- | ------ |
| 亀浦村 下岳村          | 亀岳村          | 亀岳村                       | 亀岳村                      | 亀岳村                       | 亀岳村                       | 昭和36年6月29日 西彼村         | 昭和44年1月1日 町制 西彼町     | 平成17年4月1日 西海市       | 西海市 |
| 大串村                 | 大串村          | 大串村                       | 大串村                      | 大串村                       | 大串村                       | 昭和36年6月29日 西彼村         | 昭和44年1月1日 町制 西彼町     | 平成17年4月1日 西海市       | 西海市 |
| 面高村                 | 面高村          | 面高村                       | 面高村                      | 昭和30年4月1日 西海村        | 昭和32年3月31日 西海村       | 昭和44年1月1日 町制 西海町     | 昭和44年1月1日 町制 西海町     | 平成17年4月1日 西海市       | 西海市 |
| 七釜村                 | 七釜村          | 七釜村                       | 七釜村                      | 昭和30年4月1日 西海村        | 昭和32年3月31日 西海村       | 昭和44年1月1日 町制 西海町     | 昭和44年1月1日 町制 西海町     | 平成17年4月1日 西海市       | 西海市 |
| 川内村 横瀬村          | 瀬川村          | 瀬川村                       | 瀬川村                      | 瀬川村                       | 昭和32年3月31日 西海村       | 昭和44年1月1日 町制 西海町     | 昭和44年1月1日 町制 西海町     | 平成17年4月1日 西海市       | 西海市 |
| 黒瀬村                 | 黒瀬村          | 黒瀬村                       | 黒瀬村                      | 昭和24年4月1日 町制          | 昭和24年7月1日 改称 大島町   | 大島町                         | 大島町                         | 平成17年4月1日 西海市       | 西海市 |
| 崎戸村                 | 崎戸村          | 崎戸村                       | 昭和6年10月1日 町制         | 崎戸町                       | 崎戸町                       | 崎戸町                         | 崎戸町                         | 平成17年4月1日 西海市       | 西海市 |
| 江島村                 | 江島村          | 江島村                       | 江島村                      | 昭和31年9月1日 崎戸町に編入  | 昭和31年9月1日 崎戸町に編入  | 崎戸町                         | 崎戸町                         | 平成17年4月1日 西海市       | 西海市 |
| 平島村                 | 平島村          | 平島村                       | 平島村                      | 昭和31年9月1日 崎戸町に編入  | 昭和31年9月1日 崎戸町に編入  | 崎戸町                         | 崎戸町                         | 平成17年4月1日 西海市       | 西海市 |
| 瀬戸村                 | 瀬戸村          | 瀬戸村                       | 昭和3年6月1日 町制 瀬戸町   | 昭和30年2月11日 大瀬戸町     | 昭和30年2月11日 大瀬戸町     | 大瀬戸町                       | 大瀬戸町                       | 平成17年4月1日 西海市       | 西海市 |
| 多以良村               | 多以良村        | 多以良村                     | 多以良村                    | 昭和30年2月11日 大瀬戸町     | 昭和30年2月11日 大瀬戸町     | 大瀬戸町                       | 大瀬戸町                       | 平成17年4月1日 西海市       | 西海市 |
| 松島村                 | 松島村          | 松島村                       | 松島村                      | 昭和30年2月11日 大瀬戸町     | 昭和30年2月11日 大瀬戸町     | 大瀬戸町                       | 大瀬戸町                       | 平成17年4月1日 西海市       | 西海市 |
| 雪浦村                 | 雪浦村          | 雪浦村                       | 雪浦村                      | 昭和30年2月11日 大瀬戸町     | 昭和30年2月11日 大瀬戸町     | 大瀬戸町                       | 大瀬戸町                       | 平成17年4月1日 西海市       | 西海市 |
| 神浦村                 | 神浦村          | 神浦村                       | 神浦村                      | 昭和30年2月11日 外海村       | 昭和30年2月11日 外海村       | 昭和35年5月3日 町制 外海町     | 昭和35年5月3日 町制 外海町     | 平成17年1月4日 長崎市に編入 | 長崎市 |
| 黒崎村                 | 黒崎村          | 黒崎村                       | 黒崎村                      | 昭和30年2月11日 外海村       | 昭和30年2月11日 外海村       | 昭和35年5月3日 町制 外海町     | 昭和35年5月3日 町制 外海町     | 平成17年1月4日 長崎市に編入 | 長崎市 |
| 深堀村 大籠村 香焼村   | 深堀村          | 明治31年7月1日 分立 香焼村   | 香焼村                      | 香焼村                       | 香焼村                       | 昭和36年11月3日 町制 香焼町    | 昭和36年11月3日 町制 香焼町    | 平成17年1月4日 長崎市に編入 | 長崎市 |
| 深堀村 大籠村 香焼村   | 深堀村          | 深堀村                       | 深堀村                      | 昭和30年1月1日 長崎市に編入  | 昭和30年1月1日 長崎市に編入  | 長崎市                         | 長崎市                         | 長崎市                      | 長崎市 |
| 長崎区                 | 長崎市          | 長崎市                       | 長崎市                      | 長崎市                       | 長崎市                       | 長崎市                         | 長崎市                         | 長崎市                      | 長崎市 |
| 下長崎村               | 下長崎村        | 明治31年10月1日 長崎市に編入 | 長崎市                      | 長崎市                       | 長崎市                       | 長崎市                         | 長崎市                         | 長崎市                      | 長崎市 |
| 戸町村                 | 戸町村          | 明治31年10月1日 長崎市に編入 | 長崎市                      | 長崎市                       | 長崎市                       | 長崎市                         | 長崎市                         | 長崎市                      | 長崎市 |
| 上長崎村               | 上長崎村        | 大正9年10月1日 長崎市に編入  | 長崎市                      | 長崎市                       | 長崎市                       | 長崎市                         | 長崎市                         | 長崎市                      | 長崎市 |
| 浦上山里村             | 浦上山里村      | 大正9年10月1日 長崎市に編入  | 長崎市                      | 長崎市                       | 長崎市                       | 長崎市                         | 長崎市                         | 長崎市                      | 長崎市 |
| 浦上淵村               | 淵村            | 大正9年10月1日 長崎市に編入  | 長崎市                      | 長崎市                       | 長崎市                       | 長崎市                         | 長崎市                         | 長崎市                      | 長崎市 |
| 神ノ島村               | 淵村            | 明治31年7月1日 分立 小榊村   | 昭和13年4月1日 長崎市に編入 | 長崎市                       | 長崎市                       | 長崎市                         | 長崎市                         | 長崎市                      | 長崎市 |
| 西浦上村               | 西浦上村        | 西浦上村                     | 昭和13年4月1日 長崎市に編入 | 長崎市                       | 長崎市                       | 長崎市                         | 長崎市                         | 長崎市                      | 長崎市 |
| 小ヶ倉村               | 小ヶ倉村        | 小ヶ倉村                     | 昭和13年4月1日 長崎市に編入 | 長崎市                       | 長崎市                       | 長崎市                         | 長崎市                         | 長崎市                      | 長崎市 |
| 土井首村 竿浦村 平山村 | 土井首村        | 土井首村                     | 昭和13年4月1日 長崎市に編入 | 長崎市                       | 長崎市                       | 長崎市                         | 長崎市                         | 長崎市                      | 長崎市 |
| 福田村                 | 福田村          | 福田村                       | 福田村                      | 昭和30年1月1日 長崎市に編入  | 昭和30年1月1日 長崎市に編入  | 長崎市                         | 長崎市                         | 長崎市                      | 長崎市 |
| 日見村                 | 日見村          | 日見村                       | 日見村                      | 昭和30年2月1日 長崎市に編入  | 昭和30年2月1日 長崎市に編入  | 長崎市                         | 長崎市                         | 長崎市                      | 長崎市 |
| 茂木村                 | 茂木村          | 大正8年10月1日 町制          | 茂木町                      | 茂木町                       | 茂木町                       | 昭和37年1月1日 長崎市に編入    | 長崎市                         | 長崎市                      | 長崎市 |
| 式見村                 | 式見村          | 式見村                       | 式見村                      | 式見村                       | 式見村                       | 昭和37年1月1日 長崎市に編入    | 長崎市                         | 長崎市                      | 長崎市 |
| 矢上村                 | 矢上村          | 矢上村                       | 矢上村                      | 昭和30年2月11日 東長崎町     | 昭和30年2月11日 東長崎町     | 昭和38年4月20日 長崎市に編入   | 長崎市                         | 長崎市                      | 長崎市 |
| 北高来郡 古賀村        | 北高来郡 古賀村 | 北高来郡 古賀村              | 北高来郡 古賀村             | 昭和30年2月11日 東長崎町     | 昭和30年2月11日 東長崎町     | 昭和38年4月20日 長崎市に編入   | 長崎市                         | 長崎市                      | 長崎市 |
| 北高来郡 戸石村        | 北高来郡 戸石村 | 北高来郡 戸石村              | 北高来郡 戸石村             | 昭和30年2月11日 東長崎町     | 昭和30年2月11日 東長崎町     | 昭和38年4月20日 長崎市に編入   | 長崎市                         | 長崎市                      | 長崎市 |
| 三重村                 | 三重村          | 三重村                       | 三重村                      | 三重村                       | 三重村                       | 昭和48年3月31日 長崎市に編入   | 長崎市                         | 長崎市                      | 長崎市 |
| 伊王島 沖ノ島          | 伊王島村        | 伊王島村                     | 伊王島村                    | 伊王島村                     | 伊王島村                     | 昭和37年5月20日 町制 伊王島町  | 昭和37年5月20日 町制 伊王島町  | 平成17年1月4日 長崎市に編入 | 長崎市 |
| 高島                   | 高島村          | 高島村                       | 高島村                      | 昭和23年10月1日 町制         | 昭和30年4月1日 高島町        | 高島町                         | 高島町                         | 平成17年1月4日 長崎市に編入 | 長崎市 |
| 高浜村                 | 高浜村          | 高浜村                       | 高浜村                      | 高浜村                       | 昭和30年4月1日 高島町        | 高島町                         | 高島町                         | 平成17年1月4日 長崎市に編入 | 長崎市 |
| 高浜村                 | 高浜村          | 高浜村                       | 高浜村                      | 高浜村                       | 昭和30年4月1日 野母崎町      | 野母崎町                       | 野母崎町                       | 平成17年1月4日 長崎市に編入 | 長崎市 |
| 野母村                 | 野母村          | 野母村                       | 野母村                      | 野母村                       | 昭和30年4月1日 野母崎町      | 野母崎町                       | 野母崎町                       | 平成17年1月4日 長崎市に編入 | 長崎市 |
| 脇御岬村               | 脇岬村          | 脇岬村                       | 脇岬村                      | 脇岬村                       | 昭和30年4月1日 野母崎町      | 野母崎町                       | 野母崎町                       | 平成17年1月4日 長崎市に編入 | 長崎市 |
| 樺島村                 | 樺島村          | 樺島村                       | 樺島村                      | 樺島村                       | 昭和30年4月1日 野母崎町      | 野母崎町                       | 野母崎町                       | 平成17年1月4日 長崎市に編入 | 長崎市 |
| 蚊焼村 布巻村          | 蚊焼村          | 蚊焼村                       | 蚊焼村                      | 昭和30年2月11日 三和町       | 昭和30年2月11日 三和町       | 三和町                         | 三和町                         | 平成17年1月4日 長崎市に編入 | 長崎市 |
| 川原村                 | 川原村          | 川原村                       | 川原村                      | 昭和30年2月11日 三和町       | 昭和30年2月11日 三和町       | 三和町                         | 三和町                         | 平成17年1月4日 長崎市に編入 | 長崎市 |
| 為石村                 | 為石村          | 為石村                       | 為石村                      | 昭和30年2月11日 三和町       | 昭和30年2月11日 三和町       | 三和町                         | 三和町                         | 平成17年1月4日 長崎市に編入 | 長崎市 |
| 長浦村                 | 長浦村          | 長浦村                       | 長浦村                      | 昭和34年1月15日 琴海町       | 昭和34年1月15日 琴海町       | 琴海町                         | 琴海町                         | 平成18年1月4日 長崎市に編入 | 長崎市 |
| 村松村                 | 村松村          | 村松村                       | 村松村                      | 昭和34年1月15日 琴海町       | 昭和34年1月15日 琴海町       | 琴海町                         | 琴海町                         | 平成18年1月4日 長崎市に編入 | 長崎市 |
| 村松村                 | 村松村          | 村松村                       | 村松村                      | 昭和34年1月15日 時津町に編入 | 昭和34年1月15日 時津町に編入 | 時津町                         | 時津町                         | 時津町                      | 時津町 |
| 時津村                 | 時津村          | 時津村                       | 時津村                      | 昭和26年12月1日 町制         | 昭和26年12月1日 町制         | 時津町                         | 時津町                         | 時津町                      | 時津町 |
| 長与村                 | 長与村          | 長与村                       | 長与村                      | 長与村                       | 長与村                       | 昭和44年1月1日 町制            | 昭和44年1月1日 町制            | 長与町                      | 長与町 |
| 喜々津村               | 喜々津村        | 喜々津村                     | 喜々津村                    | 昭和30年2月11日 多良見村     | 昭和30年2月11日 多良見村     | 昭和40年11月23日 町制 多良見町 | 昭和40年11月23日 町制 多良見町 | 平成17年3月1日 諫早市の一部 | 諫早市 |
| 大草村                 | 大草村          | 大草村                       | 大草村                      | 昭和30年2月11日 多良見村     | 昭和30年2月11日 多良見村     | 昭和40年11月23日 町制 多良見町 | 昭和40年11月23日 町制 多良見町 | 平成17年3月1日 諫早市の一部 | 諫早市 |
| 伊木力村               | 伊木力村        | 伊木力村                     | 伊木力村                    | 昭和30年2月11日 多良見村     | 昭和30年2月11日 多良見村     | 昭和40年11月23日 町制 多良見町 | 昭和40年11月23日 町制 多良見町 | 平成17年3月1日 諫早市の一部 | 諫早市 |

## 行政
歴代郡長
| 代 | 氏名         | 就任年月日                 | 退任年月日                | 備考         |
| -- | ------------ | -------------------------- | ------------------------- | ------------ |
| 1  | 稲田又左衛門 | 1878年（明治11年）10月     | 1879年（明治12年）1月     | 西彼杵郡発足 |
| 2  | 上野前定     | 1879年（明治12年）1月      | 1880年（明治13年）8月     |              |
| 3  | 佐々澄治     | 1880年（明治13年）8月      | 1882年（明治15年）9月     |              |
| 4  | 松原英義     | 1882年（明治15年）9月      | 1883年（明治16年）5月     |              |
| 5  | 小鹿島右衛門 | 1883年（明治16年）5月      | 1885年（明治18年）8月     |              |
| 6  | 横巻利敬     | 1885年（明治18年）8月      | 1886年（明治19年）9月     |              |
| 7  | 金井俊行     | 1886年（明治19年）9月17日  | 1887年（明治20年）6月29日 |              |
| 8  | 朝長東九郎   | 1887年（明治20年）6月29日  | 1889年（明治22年）6月24日 |              |
| 9  | 渥美力弥太   | 1889年（明治22年）6月24日  | 1890年（明治23年）11月    |              |
| 10 | 原田謙吉     | 1890年（明治23年）11月25日 | 1897年（明治30年）6月7日  |              |
| 11 | 渥美力弥太   | 1897年（明治30年）6月7日   | 1898年（明治31年）5月24日 |              |
| 12 | 松永俊重     | 1898年（明治31年）5月24日  | 1912年（明治45年）3月     |              |
| 13 | 田中岩三郎   | 1912年（明治45年）3月16日  | 1913年（大正2年）6月      |              |
| 14 | 松永信孝     | 1913年（大正2年）6月20日   | 1919年（大正8年）4月18日  |              |
| 15 | 小野誠一     | 1919年（大正8年）4月18日   | 1924年（大正13年）10月3日 |              |
| 16 | 早水金二郎   | 1924年（大正13年）10月3日  |                           |              |